# Mediomàtrics
Els mediomàtrics (llatí: Mediomatrici, grec Μεδιομάτρικες) foren un poble gal de la Gàl·lia Belga prop del Rin, al nord dels sèquans i al sud dels trèvers. La seva capital fou Divodurum (Metz). Juli Cèsar els situa entre els Vosgues i el Rin.
El nom "Mediomatrici" s'ha explicat com a «el poble entre les dues mares» pel fet d'estar entre dos rius amb nom de "deessa mare": el Matrona (Marne) i el Matra (Moder).